# 安德鲁站
安德鲁站（Andrew）位于马萨诸塞州波士顿市南波士顿区多切斯特大道和南安普顿街路口的安德鲁广场上，是波士顿地铁红线地铁站，车站提供便捷的公交换乘。安德鲁站以车站附近的安德鲁广场命名，以纪念约翰·阿尔比恩·安德鲁。车站于1918年建成并投入使用，1994年翻新改造变成无障碍车站，是南波士顿地区主要的地铁红线与公交换乘车站。

## 历史

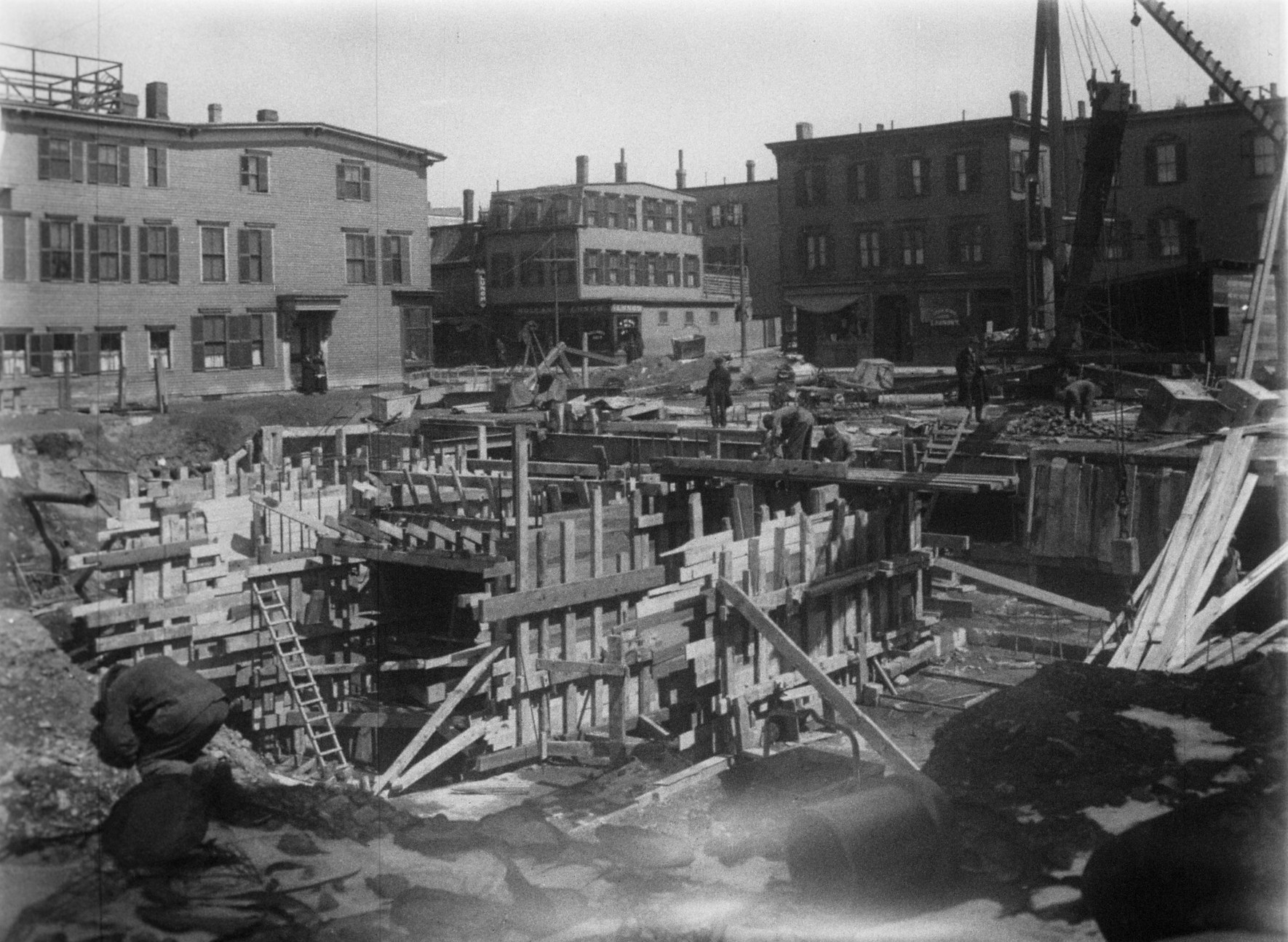
1917年建造中的安德鲁站

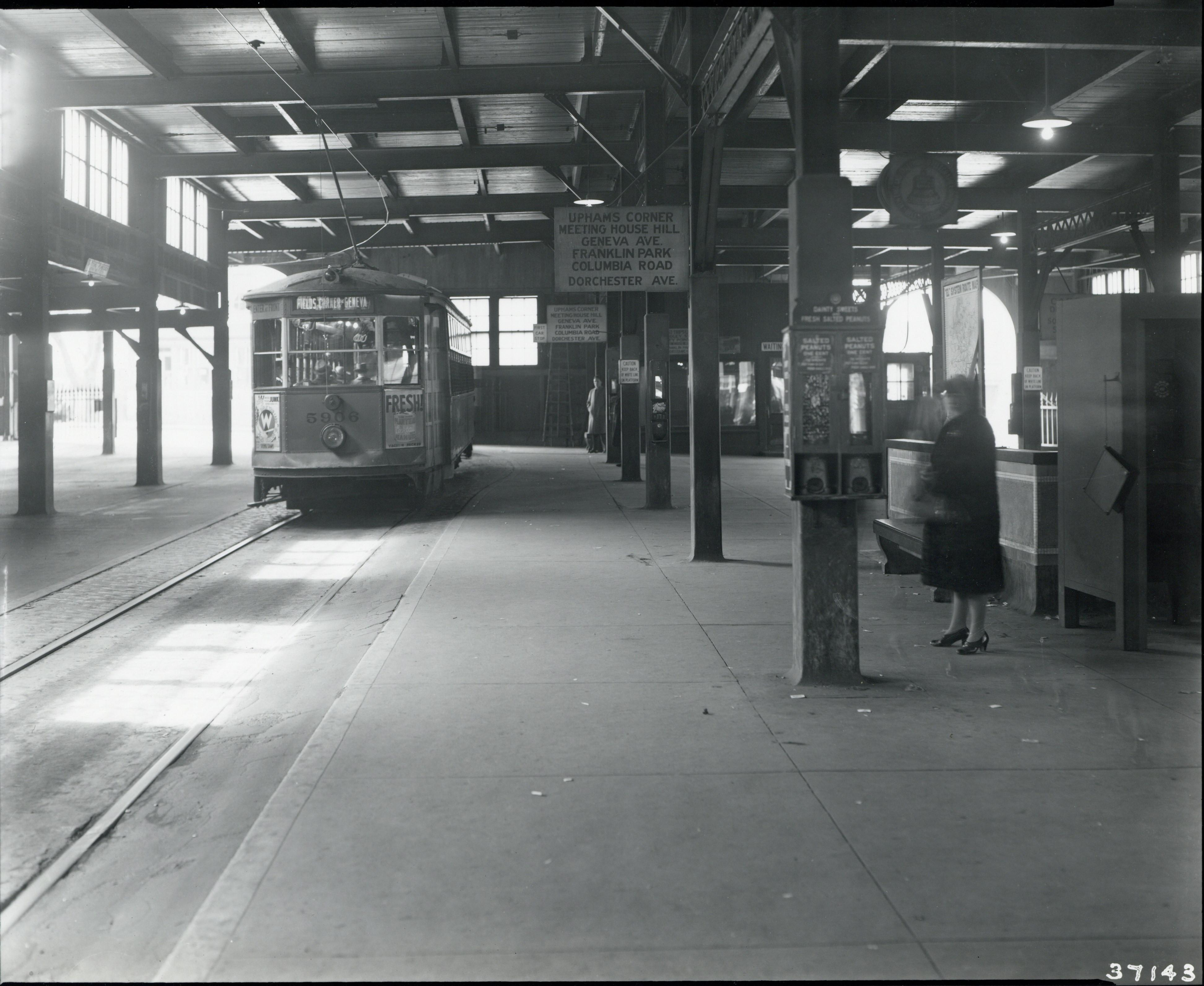
20世纪40年代，17路有轨电车停靠在地铁站外

安德鲁站于1918年6月建成并投入使用，是当时剑桥-多切斯特线的南部终点站，并很快替代百老汇站成为南波士顿地区主要的有轨电车换乘站。当时车站地表建造了多股轨道的有轨电车站，可以与地铁直接换乘。
1971年9月1日，南部海岸线开通起到1988年12月14日肯尼迪博物馆／马萨诸塞大学站启用前，安德鲁站一直是阿什蒙特支线和布伦特里支线间换乘的最后机会。20世纪80年代，车站站台延长至可容纳6节车厢的列车。
在政客和当地社区居民的不断游说下，马萨诸塞湾交通局终于在1990年至1993年间对车站进行翻新，新增公交车候车棚和地下过道。翻新工程开始于1990年9月，施工期间车站在夜间及部分周末关闭。1994年1月，车站的公交车专用道竣工。:25翻新后的车站有电梯直达各站台，完全无障碍环境。
车站安置的公共艺术品叫做《Andrew Station Time Capsule》（安德鲁站时间胶囊），由罗斯·米勒设计。作品由14个不锈钢盒子组成，悬挂在轨道上方，盒子中装着1993年车站翻新时从乘客那收集来的物品。计划将在艺术品安装75年后，也就是2068年打开。1920年代木制收费站被复原并安装在车站换乘大厅中。
2019年10月18日，车站的三座电梯全部被替换更新。

## 车站结构
| G | 地面               | 出入口、公交车站台                                   |
| M | 夹层               | 售票处、检票口                                       |
| P | 侧式月台，右侧开门 | 侧式月台，右侧开门                                   |
| P | 入城               | 前往灰西鲱 （百老汇）                                |
| P | 出城               | 前往阿什蒙特/布伦特里 （肯尼迪博物馆／马萨诸塞大学） |
| P | 侧式月台，右侧开门 |                                                      |